# Гармс, Ли
Ли Гармс (англ. Lee Garmes; 27 мая 1898 — 31 августа 1978) — американский кинооператор. Лауреат премии «Оскар» за лучшую операторскую работу в фильме «Шанхайский экспресс».

## Биография
Родился 27 мая 1898 года в городе Пеория, штат Иллинойс. За время своей карьеры он работал с такими режиссёрами, как Говард Хоукс, Макс Офюльс, Джозеф фон Штернберг, Альфред Хичкок, Кинг Видор, Николас Рей и Генри Хэтэуэй, с которыми он познакомился в юности, когда впервые приехал в Голливуд в эпоху немого кино. Гармс был женат на киноактрисе Рут Холл с 1933 до своей смерти в 1978 году, похоронен на кладбище в Глендейле, штат Калифорния.

## Избранная фильмография
- 1919 — Дома никого / Nobody Home (реж. Элмер Клифтон)
- 1927 — Частная жизнь Елены Троянской / The Private Life of Helen of Troy (реж. Александр Корда)
- 1928 — Зазывала / The Barker (реж. Джордж Фицморис)
- 1929 — Дизраэли / Disraeli (реж. Альфред Е. Грин)
- 1930 — Вупи! / Whoopee! (реж. Торнтон Фриланд)
- 1930 — Песня пламени / The Song of the Flame(реж. Алан Кросленд)
- 1930 — Марокко / Morocco (реж. Джозеф фон Штернберг)
- 1931 — Обесчещенная / Dishonored (реж. Джозеф фон Штернберг)
- 1931 — Американская трагедия / An American Tragedy (реж. Джозеф фон Штернберг)
- 1932 — Называй её дикой / Call Her Savage (реж. Джон Фрэнсис Диллон)
- 1932 — Нежная улыбка / Smilin 'Through (реж. Сидни Франклин)
- 1932 — Шанхайский экспресс / Shanghai Express (реж. Джозеф фон Штернберг)
- 1932 — Странный перерыв / Strange Interlude (реж. Роберт Леонард)
- 1932 — Лицо со шрамом / Scarface (реж. Говард Хоукс)
- 1934 — Преступление без страсти / Crime Without Passion (реж. Бен Хект, Чарльз Макартур)
- 1935 — Подлец / The Scoundrel (реж. Бен Хект, Чарльз Макартур)
- 1939 — Унесённые ветром / Gone With the Wind (реж. Виктор Флеминг)
- 1942 — Книга джунглей / Rudyard Kipling’s Jungle Book (реж. Золтан Корда)
- 1943 — Вечность и один день / Forever and a Day (в титрах не указан)
- 1944 — С тех пор как вы ушли / Since You Went Away (реж. Джон Кромвелл)
- 1944 — Гостья в доме / Guest in the House (реж. Джон Брам)
- 1946 — Дуэль под солнцем / Duel in the Sun (реж. Кинг Видор)
- 1947 — Тайная жизнь Уолтера Митти / The Secret Life of Walter Mitty (реж. Норман Маклауд)
- 1947 — Дело Парадайна / The Paradine Case (реж. Альфред Хичкок)
- 1947 — Аллея кошмаров / Nightmare Alley (реж. Эдмунд Гулдинг)
- 1949 — Пленница / Caught (реж. Макс Офюльс)
- 1951 — Детективная история / Detective Story (реж. Уильям Уайлер)
- 1952 — Город в плену / The Captive City (реж. Роберт Уайз)
- 1955 — Земля Фараонов / Land of the Pharaohs (реж. Говард Хоукс)
- 1955 — Часы отчаяния / The Desperate Hours (реж. Уильям Уайлер)
- 1956 — День «Д», 6 июня / D-Day the Sixth of June (реж. Генри Костер)
- 1964 — Леди в клетке / Lady in a Cage (реж. Уолтер Грауман)

## Награды и номинации
- Премия «Оскар» за лучшую операторскую работу
  - Номинировался в 1932 году за фильм «Марокко»[5]
  - Лауреат 1933 года за фильм «Шанхайский экспресс»[6]
  - Номинировался в 1945 году совместно со Стэнли Кортесом за фильм «С тех пор как вы ушли»[7]
  - Номинировался в 1960 году за фильм «Великий рыбак[англ.]»[8]